# Parola d'ordine: coraggio
Parola d'ordine: coraggio (The Password Is Courage) è un film del 1962 diretto da Andrew L. Stone.

## Trama
Durante la Seconda guerra mondiale un sergente maggiore britannico cerca ripetutamente di evadere da un campo di prigionia tedesco.